# César Franck
César Auguste-Jean-Guillaume-Hubert Franck /seˈzaʁ fʁɑ̃k/ (Liegi, 10 dicembre 1822 – Parigi, 8 novembre 1890) è stato un compositore, organista e docente di musica belga.
È una delle figure più importanti della vita musicale francese nella seconda metà del XIX secolo.

## Biografia

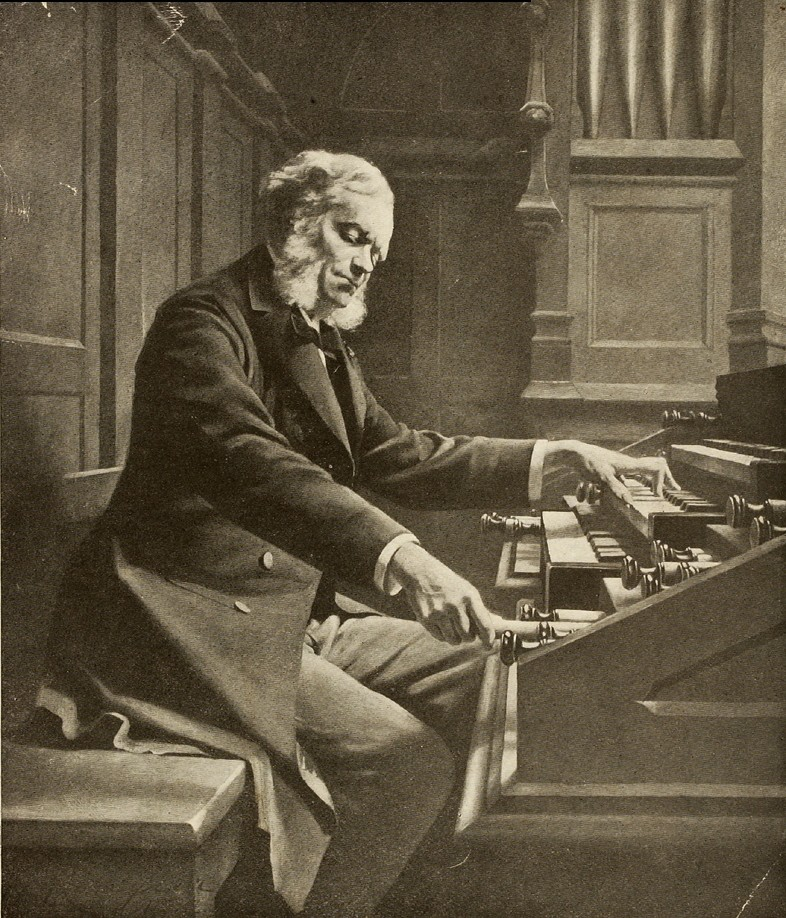
César Franck all'organo

La madre, Marie-Catherine-Barbe Frings, era originaria di Aquisgrana, mentre il padre Nicholas-Joseph era di Volkerich, un piccolo paese del Belgio vicino alla frontiera tedesca.
Nel 1830 viene iscritto al conservatorio di Liegi dove conquista, nel 1834, il premio di solfeggio e di pianoforte. Tra il 1833 e il 1835 studia armonia con Dassoigne, nipote di Étienne Nicolas Méhul che insegnò al Conservatoire national supérieur de musique et de danse de Paris. Incoraggiato dai suoi successi musicali, il padre organizza, nella primavera del 1835, una serie di concerti a Liegi, a Bruxelles e ad Aquisgrana.
Lo stesso anno, la famiglia trasloca a Parigi e César diviene allievo di Antonín Reicha che fu il professore di Berlioz, di Liszt e di Gounod. Di nuovo vince il primo premio per la classe di pianoforte nel 1838 e per quella di contrappunto nel 1839. Il padre lo ritira dal conservatorio nel 1842, cosa che gli impedisce di partecipare al Prix de Rome, una borsa di studio, e ciò al fine di consacrarlo a una carriera di virtuoso in patria. In questo periodo, si dedica alla composizione, pubblicando i terzetti op. 1 nel 1843 e cominciando la redazione dell'oratorio Ruth.
Nel 1845 Franck litiga con il padre e torna a Parigi. Compone un poema sinfonico, Ce qu'on entend sur la montagne e lavora all'opera Le valet de la ferme.
Nel 1853, dopo un breve periodo nella chiesa Notre-Dame-de-Lorette, diviene organista nella chiesa Saint-Jean-Saint-François del Marais. Ispirato dall'abilità di Jacques-Nicolas Lemmens alla pedaliera è incoraggiato a perfezionare la sua tecnica del pedale e a sviluppare maggiormente le tecniche d'improvvisazione.
Diviene poi organista presso la nuova basilica delle Sante Clotilde e Valeria, dove inaugura il 1º dicembre 1859 uno dei più begli strumenti della manifattura d'organi Aristide Cavaillé-Coll. Resterà ivi titolare fino alla morte.
Nel 1871 è nominato professore d'organo al conservatorio di Parigi in sostituzione di François Benoist. Per ottenere questo posto, deve divenire cittadino francese. Prende quindi ufficialmente possesso della sua cattedra nel febbraio 1872. Tra i suoi allievi si possono menzionare Mel Bonis (che si dedicò alla composizione pianistica e organistica), Vincent d'Indy, che ne scriverà la biografia, e Henri Expert. Insegnò al conservatorio di Parigi fino alla morte; suo successore fu Charles-Marie Widor.
Gli anni tra il 1874 e la morte segnano un periodo di intensa creatività: oratori, opere per pianoforte, quartetti d'archi, sonate per violino, balletti, poemi e variazioni sinfoniche, pezzi vari per organo. Nel 1885 riceve la Legion d'onore e diviene nel 1886 presidente della Société Nationale de Musique. Fra il 1886 e il 1888 scrive la sua prima e unica sinfonia in Re minore.
A seguito di numerose complicazioni derivanti da un incidente stradale, avvenuto il 4 o il 5 luglio 1890 mentre si recava dal suo allievo Paul Braud per un'esecuzione delle Variations Symphoniques, César Franck, dopo una dolorosa agonia, muore a causa di una pleurite il mattino dell'8 novembre 1890.

## L'uomo
L'assoluta sincerità e la profonda umanità che si sprigionano dalla persona come dalla sua opera, sempre più depurata nel corso degli anni, avrebbero impregnato in modo duraturo tutta la vita musicale dell'epoca, fino a Claude Debussy e Maurice Ravel che si sovvennero in particolar modo della forma ciclica, pur se la loro estetica non è già evidentemente più la stessa.
«La grandezza di César Frank sta nell'aver detto sempre quello che doveva dire. Non ha sospettato che si potesse giocare con la materia sonora, ha avuto rispetto della sua utilità, l'ha impiegata per farla servire a qualche scopo. (...) la melodia si dispiega in più momenti, imitando il fragile e progressivo schiudersi di un germoglio; progredisce precisando se stessa con le sue ripetizioni, svincolando a poco a poco se stessa dal proprio ripiegamento. (...) La modulazione in Frank è essa stessa una forma della continuità; non si cura mai di creare un contrasto; ma si adopera a dar risalto all'esattezza dei passaggi; (...).». Nel suo poema sinfonico del 1887 Psyché «Frank spoglia Eros e Psiche dei loro corpi; alla carnale poesia del mito antico sostituisce la storia dell'Anima e dell'Amore.»

## Composizioni, tecnica e influenza
Le composizioni di Franck si segnalano per la complessità del contrappunto, le modulazioni frequenti e anche estreme e le forti influenze romantiche, da Liszt e Wagner in primis. Era noto in vita per la mani inusualmente ampie che gli permettevano di coprire ben dodici tasti bianchi sulla tastiera, l'equivalente di un'ottava completa più una quinta dell'ottava successiva. Della sua Sonata per violino è stato detto che "avendo la beata tendenza a dimenticare che non tutti i musicisti hanno mani enormi come le sue, ha riempito la parte del pianoforte (e in particolare l'ultimo movimento) di accordi di decima maggiore... la maggior parte dei pianisti comuni mortali, ad oggi, è stata obbligata a separarli per poterla suonare."
L'influenza di Franck è stata determinante principalmente nella musica strumentale. Franck ha messo a punto quella forma ciclica (ereditata da Franz Liszt) che, a mezzo del ritorno dei temi da un movimento all'altro e la loro sovrapposizione nel finale, tenta di assicurare la massima coesione alla struttura compositiva.

## Composizioni principali

### Opere liriche
- Stradella, opera (CFF 229), 1841
- Le valet de ferme, opera (CFF 230), 1851-1853
- Hulda, leggenda scandinava (CFF 231), 1879-1885
- Ghiselle, dramma lirico (CFF 232), 1888-1890

Le valet de ferme ("Il servo di fattoria"), di genere buffo, fu commissionata a Franck e regolarmente composta, ma non piacque, tanto che dopo una sola rappresentazione venne tolta dal cartellone. Non fu mai più rappresentata, né registrata, e a tutt'oggi nessuno sembra essersi preso l'incarico di riportarla alla luce.

### Oratori
- Les sept paroles du Christ sur la croix (completato il 14.8.1859)
- Ruth (1843-46)
- Rebecca (1881 e prima scenica al Palais Garnier di Parigi nel 1918)
- Les Béatitudes (1881)
- Rédemption (1874)

### Messe
- Messe solennelle (M 61)

### Mottetti
- Quare fremuerunt gentes FMV 67
- Domine non secundum

### Sinfonie
- Sinfonia in Re minore FWV 48 (1886-1888)

### Musica per organo
I pezzi più importanti, in numero di dodici, sono stati composti tra il 1860 e il 1890.
- Six pièces pour grand-orgue

1. Fantaisie en do majeur (dedicata ad Alexis Chauvet), op. 16;
2. Grande pièce symphonique in fa diesis minore (dedicata a Charles Henri Valentin Alkan), op. 17;
3. Prélude, fugue et variation in si minore (dedicato a Camille Saint-Saëns), op. 18;
4. Pastorale in mi maggiore (dedicata ad Aristide Cavaillé-Coll), op. 19;
5. Prière in do diesis minore (dedicata a François Benoist), op. 20;
6. Final in si bemolle maggiore (dedicato ad Alfred Lefébure-Wély), op. 21.
- Trois pièces pour grand-orgue

1. Fantaisie en la majeur;
2. Cantabile in si maggiore;
3. Pièce héroïque in si minore.
- Trois chorals (1890, ultima opera del compositore)

1. Choral en mi majeur (dedicato a Eugène Gigout);
2. Choral en si mineur (dedicato ad Auguste Durand);
3. Choral en la mineur (dedicato ad Augusta Holmès).
Una decina di altri lavori per organo, di forma e lunghezza variabile, vennero pubblicati postumi. Fra questi spicca la Pièce en mi bémol majeur (1846), che Franck stesso teneva in buona considerazione come finale o preludio per le messe.
Una raccolta di brani molto brevi ed elementari (non in linea con le altre ben più maestose composizioni, ma probabilmente utili agli organisti liturgici dell'epoca) è stata altresì pubblicata postuma, a cura di Charles Tournemire, col titolo L'organiste.

### Musica per pianoforte
- Églogue, op. 3
- Premier grand caprice, op. 5
- Prélude, choral et fugue
- Prélude, aria et final
- Prélude, fugue et variation (trascrizione dell'autore per pianoforte e harmonium dell'op. 18)
- Danse lente (1885)

### Musica da camera
- Violino e pianoforte:
  - Andantino Quietoso in Mi bemolle minore, per violino e pianoforte, Op.6 (M. 5)
  - Grand Duo su motivi del Gulistan di Nicolas Dalayrac, in Si bemolle maggiore, per pianoforte e violino concertante, Op.14 (M. 6)
  - Sonata in La maggiore, per violino e pianoforte (1886) (M. 8); anche come: Sonata per violoncello e pianoforte (Franck/Delsart)
- 4 trii concertanti per pianoforte, violino e violoncello (1840):
  - Trio concertant op.1 n.1 in Fa diesis minore (M. 1)
  - Trio concertant op.1 n.2 "Trio de salon" (M. 2)
  - Trio concertant op.1 n.3 (M. 3)
  - Trio concertant op.2 (M. 4)
- Quartetto per archi, in Re maggiore (1889–90) (M. 9)
- Quintetto per pianoforte e archi, in Fa minore (1878–79) (M. 7)

### Concerti
- Concerto per pianoforte e orchestra n. 1 Op. 2 (1834-1835) - Perduto
- Concerto per pianoforte e orchestra n. 2 Op. 11 in Si minore (1836)
- Variazioni sinfoniche per pianoforte e orchestra (1885)

### Poemi sinfonici
- Le Chasseur maudit FWV 44
- Les éolides
- Psyché FWV 47
- Les djinns FWV 45

## Discografia
- Adriano Falcioni, César Franck, Complete Organ Music, Brilliant Classic, 2012, EAN 5028421943497